# 四角面三冠三角柱形分子構造
化学において、四角面三冠三角柱形分子構造（しかくめんさんかんさんかくちゅうけいぶんしこうぞう、英: tricapped trigonal prismatic molecular geometry）は、中心原子の周りに9つの原子または原子のグループまたは配位子が三側錐三角柱（三角柱の各側面に四角錐が張り付いた形状）の各頂点に配置された化合物の形状を説明する。
同じ9配位の四角錐反柱形分子構造と非常に似ており、ある分子が示す具体的な幾何配置に関して論争がある。

## 例
- ReH2−
9は通常四角面三冠三角柱形幾何配置を持つと考えられているが、その幾何配置は代わりに四角錐反柱形と説明されることがある。
- Ln(H2O)3+
9 (Ln = La, Ce, Pr, Nd, Pm, Sm, Eu, Gd, Tb, Dy)
- Th(H2O)4+
9